# 斯塔福德霍洛 (康乃狄克州)
斯塔福德霍洛（英語：Hydeville）是位於美國康乃狄克州托蘭縣的一個歷史區。該地的面積和人口皆未知。

## 地理
斯塔福德霍洛的座標為41°59′08″N 72°17′26″W / 41.98556°N 72.29056°W，而該地的平均海拔高度為191米（即627英尺）。